# Феликс Кутљик I
Феликс Кутљик I (слч. Félix Kutlík I; Велики Семиклуш, 28. март 1843 — Кулпин, 30. јун 1890) био је словачки романтички писац, организатор народног и културног живота и припадник познате словачке породице Кутљик која је деловала у крајевима са словачком националном мањином у Југославији.

## Биографија
Родио се 28. марта 1843. године у Великом Семиклушу, у познатој породици Кутљик из Словачке која је дала неколико важних личности у историји Словака у јужној Угарској. Завршио је гимназију у Сарвашу а евангелистички теолошки факултет у Бечу и Ростоку. Деловао је као свештеник у Бачком Петровцу (1870—1874) у Силбашу (1847—1876), а од 1876. године се трајно настанио у Кулпину где је деловао као свештеник, директор словачке школе и у неким добима и као учитељ све до смрти. У литературу је ушао са својим прозама из јужнословенског живота Срба и Бугара (Краљица, Лазар, Марко, Хајдукова смрт и друге), које су у годинама 1870—1877. излазиле углавном у Орлу али и у другим листовима из којих су се читатељи у Словачкој могли информисати о југословенско и бугарској проблематици најме о противтурском отпору код братских народа. Он је аутор и две драме и значајног рада Бачко-Сремски Словаци (издато у Бачкој Паланци, 1888). Спадао је у идејно најпрогресивнијим појавама словачке буржоаске интелигенције у годинама 1870—1874. и уопште у другој половини 19. века.
Умро је 30. јуна 1890. године у Кулпину и сахрањен је на евангелистичком гробљу.